# Mine Coal Mountain
La mine Coal Mountain est une mine à ciel ouvert de charbon située en Colombie-Britannique au Canada. Elle a ouvert pour la première fois en 1908, elle est alors l'une des premières mines à ciel ouvert du Canada. Elle a rouvert en 1979. La mine a une superficie de 3 836 hectares, dont 1 016 sont exploités, en 2012. Elle est détenue depuis 2008 à 100 % par Teck Resources.